# Phạm Văn Sau
Phạm Văn Sau (nascido em 6 de julho de 1939) é um ex-ciclista olímpico vietnamita. Representou sua nação na prova de corrida individual em estrada nos Jogos Olímpicos de Verão de 1964.